# Sedum bulbiferum
Sedum bulbiferum là một loài thực vật có hoa trong họ Crassulaceae. Loài này được Makino miêu tả khoa học đầu tiên năm 1903.